# Тревожный месяц вересень (фильм)
«Трево́жный ме́сяц ве́ресень» — советский художественный фильм Леонида Осыки, снятый по одноимённой повести Виктора Смирнова в 1976 году.

## Сюжет
В сентябре 1944 года в родное село Глухари в украинском Полесье возвращается после тяжёлого ранения разведчик Иван Капелюх. Ему предстоит схватка с бандеровцами.

## В ролях
- Виктор Фокин — Иван Капелюх
- Борислав Брондуков — Попеленко
- Ирина Бунина — Варвара Деревянко
- Антонина Лефтий — Антонина Семеренкова
- Алексей Ян — Иван Остапович Сагайдачный
- Фёдор Панасенко — Семеренко, отец Тони
- Дмитрий Миргородский — Горелый, главарь банды
- Иван Миколайчук — Гнат, юродивый
- Стефания Станюта — Серафима
- Владимир Олексеенко — Глумский, председатель сельсовета
- Фёдор Одиноков — Климарь, забойщик свиней и связной банды
- Иван Гаврилюк — Валерка, краснофлотец
- Сергей Иванов — Абросимов, районный комсомольский вожак
- Маргарита Криницына — секретарь военкомата

## Съёмочная группа
- Режиссёр: Леонид Осыка
- Сценарий: Виктор Смирнов, Леонид Осыка
- Оператор: Сурен Шахбазян
- Композитор: Владимир Губа

## Фестивали и награды
- 1976 — IX Всесоюзный кинофестиваль (Фрунзе): Приз за разработку военно-патриотической темы[1].

## Связанные произведения
В 2011 году режиссёр Дмитрий Иосифов снял 6-серийный телесериал «Лето волков» (другое название — «Капли крови на цветущем вереске») по тому же сюжету.